# Albert Wideman
Albert Otto Vilhelm Wideman, född 11 april 1846 i Linköping, död 14 juni 1921 i Matteus församling, Stockholm, var en svensk tonsättare och organist. 

## Biografi
Wideman blev elev vid Stockholms musikkonservatorium 1863, avlade organistexamen 1867 och musikdirektörsexamen 1869. Han blev musiklärare vid Nyköpings högre allmänna läroverk 1869, domkyrkoorganist i Växjö församling från 1876 och musiklärare vid Växjö folkskollärarseminarium 1890 eller 1896. Han invaldes som ledamot av Musikaliska akademien 1885.
1876 ackompanjerade han vid en konsert i Växjö domkyrka, sångaren Kristina Nilsson.

## Kompositioner
Wideman har komponerat verk för orgel, piano och sång.

## Verklista
- Bröllopshymn över psalm 233.[3]